# The Tetris Company
The Tetris Company LLC, parfois abrégé en TTC, est une entreprise américaine de jeu vidéo basée à Hawaii et dirigée par Henk Rogers. La société est fondée en 1996 par ce dernier et par Alekseï Pajitnov, créateur du jeu de puzzle Tetris en 1985,,. Elle gère les droits liés au jeu, après que Pajitnov les a récupérés auprès de l'URSS en 1996. Via son site web, elle se charge également de la promotion du jeu et donne accès à une version gratuite du jeu, jouable dans un navigateur.

## Historique

### Histoire de Tetris
En mi-1985, Alekseï Pajitnov crée Tetris lorsqu'il travaillait pour l'Académie des Sciences de l'URSS (Soviet Academy of Sciences) avec Dmitry Pavlovsky et Vadim Gerasimov.
En 1986, le contexte pour le commerce extérieur durant la Guerre froide est assez complexe. Pajitnov parvient à convaincre Victor Brjabrin, son supérieur, d'accepter un marché : il cède les droits de Tetris à l'Académie en échange de la publication du jeu. Bjabrin accepte et adresse ainsi une copie du jeu à un éditeur de jeu hongrois, Novotrade. Des disquettes circuleront en Hongrie et jusqu'en Pologne. Robert Stein, un anglais né en Hongrie, verra tout le potentiel de Tetris et contactera Pajitnov et Brjabrin. Un accord par fax est conclu pour une exploitation du jeu à l'ouest via sa société Andromeda Software.
Par cette entremise, un distributeur/éditeur de jeux vidéo britannique nommé Mirrorsoft se verra accorder la licence de Tetris et sortira le jeu en 1987 en Europe et aux États-Unis. Le succès est immédiat. Cependant, aucun véritable contrat d'exploitation du jeu n'existe et après beaucoup de difficultés bureaucratiques, l'Académie finira par céder les droits mondiaux du jeu à Mirrorsoft pour dix ans.

### Création de The Tetris Company
En 1991, Pajitnov émigre aux États-Unis. Cinq ans plus tard, en 1996, la Russie rend les droits du jeu à Pajitnov. Celui-ci ayant perçu très peu de revenu avec sa création, il crée The Tetris Company afin de protéger ses droits.
En 2006, Blue Planet Software, société de Henk Rogers, détient alors 50 % des parts de The Tetris Company.

## Société
La société possède actuellement le trademark du célèbre jeu vidéo Tetris, originellement conçu par le cofondateur de l'entreprise, Alexey Pajitnov. La société licencie la marque Tetris à des sociétés de développement de jeux vidéo et maintient une ligne directrice à laquelle chaque jeu licencié doit répondre.

## Revendications des droits
TTC a eu un moment de « notoriété » à la fin des années 1990 quand celle-ci a essayé d'obtenir le retrait de toutes les versions freewares et sharewares de Tetris en envoyant des lettres de réclamation pour violation de marque et de copyright. Les créateurs de clones de Tetris ont déterminé que l'entreprise n'avait aucune base juridique valable pour revendiquer des droits pour n'importe quel jeu de tétromino ne violant pas la marque Tetris, les revendications dans les lettres ne faisant pas référence à un quelconque brevet.
Cependant, au mois d'août 2008, la société Apple Inc. a retiré Tris, une version de Tetris de l'App Store, son magasin en ligne qui permet de télécharger des applications tierces pour ses périphériques. L'auteur du logiciel avait écrit ce jeu de tétromino pour iOS sans aucune autorisation de la part de The Tetris Company.
En avril 2021, un YouTuber nommé JDH a créé un système d'exploitation qui ne fait tourner que Tetris. Deux mois plus tard, son dépôt GitHub a été mis hors ligne par The Tetris Company pour violation du droit d'auteur.